# Robbinsville Township
Pour les articles homonymes, voir Robbinsville.
Robbinsville Township est une municipalité américaine située dans le comté de Mercer au New Jersey.
Lors du recensement de 2010, sa population est de 13 642 habitants. La municipalité s'étend sur 20,49 milles carrés (53,07 km2), dont 0,18 milles carrés (0,47 km2) d'étendues d'eau.
La ville devient une municipalité indépendante d'East Windsor Township le 1er mars 1860. Elle porte alors le nom de Washington Township, en l'honneur de George Washington. En 2007, près de trois-quarts des électeurs votent pour changer le nom de la municipalité en Robbinsville Township et éviter les confusions avec les cinq autres Washington Township du New Jersey,. Ce nom est celui du quartier le plus densément peuplé de la ville et fait référence au député George R. Robbins (en).